# Miss Mundo 2022
Miss Mundo 2022 fue la 71.ª edición del certamen Miss Mundo; se realizará en mayo de 2023 en sede por anunciar. Candidatas de más de 100 países y territorios del mundo competirán por el título. Al final del evento Karolina Bielawska, Miss Mundo 2021 de Polonia coronará a su sucesora.

## Candidatas
81 candidatas han sido elegidas para participar en Miss Mundo 2022:
(En la lista se utiliza su nombre completo, los sobrenombres van entrecomillados y los apellidos utilizados como nombre artístico, entre paréntesis; fuera de ella se utilizan sus nombres «artísticos» o simplificados).
| País/Territorio           | Candidata                         | Edad | Residencia           |
| ------------------------- | --------------------------------- | ---- | -------------------- |
| Albania                   | Angela Tanuzi                     | 19   | Krujë                |
| Angola                    | Florinda Amélia José              | 21   | Benguela             |
| Australia                 | Kristen Wright                    | 23   | Victoria             |
| Belice                    | Elise-Gayonne Mariliz Vernon      | 21   | Biscayne             |
| Bolivia                   | María Fernanda Rivero Arteaga     | 19   | Trinidad             |
| Botsuana                  | Lesego Chombo                     | 24   | Maun                 |
| Brasil                    | Letícia Cézar Frota               | 20   | Manaos               |
| Bulgaria                  | Kristiyana Yordanova              | 24   | Varna                |
| Camboya                   | Sary Sovatteya                    | 20   | Nom Pen              |
| Camerún                   | Julia Samantha Edima              | 26   | Región del Sur       |
| Canadá                    | Jaime Yvonne VandenBerg           | 25   | Lethbridge           |
| Chile                     | Ámbar Daniela Zenteno Santibáñez  | 27   | Santiago             |
| China                     | Qin Zewen                         | 25   | Shanghái             |
| Colombia                  | Camila Andrea Pinzón Jiménez      | 26   | Duitama              |
| Corea del Sur             | Hyo-jeong Byun                    | 26   | Gyeongsang del Norte |
| Costa de Marfil           | Marlène-Kany Kouassi              | 23   | Aboisso              |
| Costa Rica                | Krisly Salas Delgado              | 24   | Alajuela             |
| Curazao                   | Nashaira Belisa Balentien         | 25   | Willemstad           |
| Ecuador                   | Annie Cecilia Zambrano Campoverde | 22   | Salinas              |
| Escocia                   | Lucy Sophia Thomson               | 23   | Dunfermline          |
| Eslovaquia                | Sophia Hrivňáková                 | 21   | Banská Štiavnica     |
| Eslovenia                 | Vida Milivojša                    | 23   | Liubliana            |
| España                    | Paula Pérez Sánchez               | 26   | Castellón            |
| Estonia                   | Adriana Mass                      | 22   | Pärnu                |
| Filipinas                 | Gwendolyne Bolivar Fourniol       | 22   | Negros Occidental    |
| Francia                   | Clémence Botino                   | 25   | Baie-Mahault         |
| Gales                     | Darcey Lauren Corria              | 21   | Barry                |
| Ghana                     | Miriam Xorlasi Tordzeagbo         | 22   | Adidome              |
| Gibraltar                 | Faith Torres                      | 21   | Gibraltar            |
| Grecia                    | Samantha Misovic                  | 19   | La Canea             |
| Guadalupe                 | Judith Brumant-Lachoua            | 23   | Basse-Terre          |
| Guinea Ecuatorial         | Raquel Vanila Ondo Andeme         | 20   | Ebebiyín             |
| Guyana                    | Andrea Sophia Crystal King        | 25   | Georgetown           |
| Honduras                  | Yelsin Arely Almendárez Fortín    | 23   | Danlí                |
| India                     | Sini Sadanand Shetty              | 21   | Bombay               |
| Indonesia                 | Audrey Vanessa Susilo             | 22   | Manado               |
| Inglaterra                | Jessica Ashley Gagen              | 26   | Skelmersdale         |
| Irlanda                   | Ivanna McMahon                    | 27   | Barefield            |
| Irlanda del Norte         | Daria Gapska                      | 22   | Belfast              |
| Islas Caimán              | Leanni Tibbetts                   | 25   | George Town          |
| Islas Vírgenes Británicas | Xaria Davis Penn                  | 19   | Tórtola              |
| Italia                    | Rebecca Arnone                    | 20   | Turín                |
| Jamaica                   | Shanique Singh                    | 25   | Kingston             |
| Japón                     | Kana Yamaguchi                    | 24   | Toyama               |
| Kazajistán                | Tomiris Kakimova                  | 24   | Astaná               |
| Kenia                     | Chantou Kwamboka                  | 24   | Kisumu               |
| Lesoto                    | Refiloe Kathleen Lefothane        | 23   | Maseru               |
| Líbano                    | Yasmina Ismail Zaytoun            | 19   | Kfarchouba           |
| Liberia                   | Verolyn Veseh Vonleh              | 21   | River Cess           |
| Luxemburgo                | Léa Van Wauwe Sevenig             | 21   | Luxemburgo           |
| Madagascar                | Antsaly Ny Aina Rajoelina         | 24   | Analamanga           |
| Malasia                   | Wenanita Wences Angang            | 26   | Kuala Penyu          |
| Malta                     | Natalia Galea                     | 24   | Santa Venera         |
| Mauricio                  | Liza Tracy Gundowry               | 24   | Port Louis           |
| Namibia                   | Leoné Renate van Jaarsveld        | 26   | Swakopmund           |
| Nepal                     | Priyanka Rani Joshi               | 24   | Katmandú             |
| Nicaragua                 | Mariela Alexandra Cerros Espinoza | 21   | Ocotal               |
| Nigeria                   | Ada Joy Agwu Eme                  | 24   | Abia                 |
| Países Bajos              | Amber Koelewijn                   | 17   | Bunschoten           |
| Panamá                    | Kathleen Pérez Coffre             | 22   | Bocas del Toro       |
| Paraguay                  | Dahiana Ayelen Benítez Gatzke     | 20   | Encarnación          |
| Perú                      | Jennifer Barrantes Rojas          | 23   | Pucallpa             |
| Polonia                   | Krystyna Sokołowska               | 25   | Bialystok            |
| Portugal                  | Catarina Ferreira                 | 24   | Lisboa               |
| Puerto Rico               | Elena Rivera Reyes                | 18   | Toa Baja             |
| República Checa           | Krystynà Pyszkôvá                 | 23   | Praga                |
| Ruanda                    | Divine Nshuti Muheto              | 19   | Kibuye               |
| Rusia                     | Anna Vladislavovna Linnikova      | 22   | Oremburgo            |
| Senegal                   | Fatou L'eau                       | 21   | Dakar                |
| Serbia                    | Anja Radić                        | 20   | Belgrado             |
| Singapur                  | Oh Wei Qi                         | 23   | Ciudad de Singapur   |
| Somalia                   | Bahja Mohamoud                    | 22   | Beledweyne           |
| Sudáfrica                 | Ndavi Nokeri                      | 22   | Tzaneen              |
| Tanzania                  | Halima Ahmad Kopwe                | 23   | Mtwara               |
| Trinidad y Tobago         | Aché Abrahams                     | 23   | Santa Cruz           |
| Túnez                     | Sellimi Rahma                     | 23   | Zaghouan             |
| Turquía                   | Nursena Say                       | 24   | Estambul             |
| Uruguay                   | Tatiana Luna                      | 22   | Montevideo           |
| Venezuela                 | Ariagny Idayari Daboín Ricardo    | 26   | Maracay              |
| Vietnam                   | Huỳnh Nguyễn Mai Phương           | 23   | Đồng Nai             |
| Zambia                    | Natasha-Joan Mapulanga            | 25   | Lusaka               |

## Próximos concursos nacionales
| México | 15 de Abril 2023 |
| ------ | ---------------- |

## Datos acerca de las delegadas
- Algunas de las delegadas del Miss Mundo 2022 participaron, o participarán, en otros certámenes internacionales de importancia:
  - Nashaira Belisa (Curazao) participó sin éxito en Miss Universo 2017.
  - Natalia Galea (Malta) participó sin éxito en Miss Supranacional 2018 y segunda finalista en Miss Mediterráneo 2019.
  - Adriana Mass (Estonia) fue semifinalista en Face of Beauty International 2019 y participó sin éxito en Miss Aura Internacional 2020 y Miss Intercontinental 2021.
  - Krystyna Sokołowska (Polonia) fue semifinalista en Miss Tierra 2019.
  - Anja Radić (Serbia) fue cuartofinalista en Top Model of the World 2020.
  - Clémence Botino (Francia) fue semifinalista en Miss Universo 2021.
  - Judith Brumant-Lachoua (Guadalupe) fue cuartofinalista en Miss Supranacional 2021 representando a Francia.
  - Xaria Penn (Islas Vírgenes Británicas) participó sin éxito en Miss Universo 2021.
  - Mariela Cerros (Nicaragua) fue primera finalista en Miss Orb Internacional 2022 y participó sin éxito en Reina Mundial del Banano 2022.
  - Yasmina Zaytoun (Líbano), Anna Linnikova (Rusia) y Ndavi Nokeri (Sudáfrica) participaron en Miss Universo 2022, sin llegar al cuadro final.

## Sobre los países de Miss Mundo 2022

### Naciones que regresan a la competencia
Compitió por última vez en 2017:
- Liberia

Compitieron por última vez en 2018:
- Lesoto
- Líbano
- Zambia

Compitieron por última vez en 2019:
- Australia
- Bangladés
- Croacia
- Grecia
- Guyana
- Islas Vírgenes Británicas
- Kazajistán
- Rusia